# ハザマ共栄堂薬房
株式会社ハザマ共栄堂薬房（はざまきょうえいどうやくぼう）は、医薬品・衛生材料の卸売を中心とする日本の企業であった。現在はスズケングループの一社アスティスである。医薬品の卸売手。

## 概要
- 戦後の高知県内の武田薬品工業主力卸「中澤薬業株式会社」「株式会社尚生堂薬品」「有限会社河村薬品商会」「合資会社竹村薬輔」「松田博愛堂」・田辺製薬主力の「藤本薬品」「間共栄堂薬房」・塩野義製薬主力の「梅花堂薬品株式会社」や「株式会社松井薬品商会」・「梅ノ辻薬局」・香川県の武田薬品主力「地藤薬品有限会社・高知支店」・ 愛媛県の武田薬品・三共主力「厚生薬品株式会社・高知支店」・徳島県の「厚生堂株式会社・安芸支店」があった。

## 会社概要
高知県高知市北本町1-12-6

## 沿革
- 1982年（昭和57年）6月 - 「高知厚生株式会社」と合併し「株式会社コーエイ」を設立

## 営業所
- 高知県:高知市・中村市

## 主な取引メーカー
- 田辺製薬（現:田辺三菱製薬）
- 台糖ファイザー
- エーザイ
- 扶桑薬品工業
- 小野薬品工業

## 備考
- 「高知ウロコ会」結成までは武田薬品の販売に力を注いでいたが、中澤薬業と武田薬品とのつながりが強くなり田辺製薬系列に入る。